# (16225) Georgebaldo
(16225) Georgebaldo (2000 DF71) – planetoida z pasa głównego asteroid okrążająca Słońce w ciągu 4,16 lat w średniej odległości 2,59 j.a. Odkryta 29 lutego 2000 roku.